# Flame Challenge
"Flame Challenge" é um concurso, com base na pergunta de infância do ator Alan Alda: "O que é uma chama?", que visa a incentivar os cientistas a comunicarem conceitos científicos complexos de forma simples, clara e cativante. As inscrições são selecionadas pela precisão dos cientistas e, em seguida, julgados por crianças de 11 anos.

## História
O concurso começou em 2011, e a primeira pergunta foi "O que é uma chama", inspirada por uma pergunta que Alan Alda colocou a um cientista, quando ele tinha 11 anos.  Em 2012, o primeiro vencedor foi Ben Ames, um cientista trabalhando em seu PhD em óptica quântica explorando como os átomos interagem com a luz.
Para o concurso de 2013, crianças foram convidados a sugerir perguntas. Eles receberam centenas de inscrições de 15 países diferentes, incluindo o Brasil, Quênia e Espanha. Mais de 20.000 estudantes participaram do processo de julgamento da pergunta:  "O que é o tempo?" Os vencedores foram o engenheiro, Nicholas Williams, e Steven Maguire, um estudante doutorando em catálise inorgânica. Os cientistas que participam no desafio de 2014, responderam à pergunta: "O que é cor?". Os vencedores em 2013 foram Melanie Golob, professor de bioquímica e Dianna Cowern, uma física do MIT
"O que é sono?" é a pergunta que sendo feita para o concurso de 2015.
No concurso de 2016 a pergunta foi: "O que é som?" e em 2017 "O que é energia?".

## Regras
As regras para participar do concurso incluem:
Responder à pergunta de uma forma que uma criança de 11 anos de idade, vai achar instrutivo, interessante, e talvez até mesmo divertida.
O concurso é aberto apenas para os cientistas.
Resposta escrita deve ser inferior a 300 palavras, e as respostas em vídeos devem ser menor do que 5 minutos. (As respostas devem ser em Inglês).
Resposta cientista da equipe são permitidas, mas equipes podem incluir não mais do que quatro cientistas.
Os vencedores recebem um prêmio de US $ 1.000 e uma viagem para Nova York para ser homenageado no Festival Mundial da Ciência.